# 五六川橋
五六川橋（ごろくがわばし）は、岐阜県瑞穂市の五六川にかかる国道21号（岐大バイパス）の橋である。

## 概要
2014年（平成26年）に東行き（岐阜方面）が、2018年（平成30年）には西行き（大垣方面）が3車線化された。片側2車線の頃から片側3車線分の広さが確保されており、花火大会の時にはこの橋の上に自動車等を止めて見物する人が多く訪れていた。
- 供用

1974年（昭和49年） 上流側（上り線）
1986年（昭和61年） 下流側（下り線）
- 延長：156.0m
- 幅員：28.6m
- 区間：岐阜県瑞穂市野田新田 - 瑞穂市牛牧

## 周辺施設
- 穂積牛牧郵便局
- 瑞穂市牛牧南部コミュニティセンターつどいの泉